# ГЕС Beaumont
ГЕС Beaumont – гідроелектростанція у канадській провінції Квебек. Знаходячись між ГЕС La Trenche (вище по течії) та ГЕС La Tuque, входить до складу каскаду на річці Saint-Maurice, яка у місті Труа-Рів'єр впадає ліворуч до річки Святого Лаврентія (дренує Великі озера).
В межах проекту річку перекрили бетонною гравітаційною греблею висотою 65 метрів та довжиною 495 метрів. Вона утримує витягнуте по долині Saint-Maurice на 26 км водосховище з площею поверхні 5 км2 та об’ємом 76 млн м3.
Пригреблевий машинний зал станції у 1958-1959 роках обладнали шістьома турбінами типу Френсіс загальною потужністю 270 МВт, які використовують напір у 37,8 метра.